# آلدو لئائو رامیرس
آلدو لئائو رامیرس (اسپانیایی: Aldo Leão Ramírez‎؛ زاده ۱۸ آوریل ۱۹۸۱) یک بازیکن فوتبال اهل کلمبیا است.

## تیم ملی
وی همچنین در تیم ملی فوتبال کلمبیا بازی کرده‌است.